# Partit Social Liberal (Brasil)
El Partit Social Liberal va ser un partit polític conservador i dretà de Brasil. Va ser fundat el 30 d'octubre de 1994 i es va registrar en el Tribunal Superior Electoral el 2 de juny de 1998. Va dissoldre's l'any 2022, després de fusionar-se amb Demócratas i crear un nou partit, União Brasil.

## Història
En les eleccions legislatives, el 6 d'octubre de 2002, el partit va guanyar 1 de 513 escons en la Cambra de diputats i cap escó al Senat. El 2006 no va guanyar cap escó en la Cambra de diputats o el Senat. El 2010, el partit va guanyar 1 escó en la Cambra de diputats i no va haver-hi escons en el Senat.
El partit no va aconseguir mai cap senador i no va passar mai d'un únic diputat federal en les eleccions generals al Brasil, fins a l'any 2018. Aquell any, Jair Bolsonaro, el màxim aspirant a la Presidència de la República i que cercava un partit amb el qual presentar-se a les eleccions d'octubre, va afiliar-s'hi. L'aposta del PSL per assumir una línia política d'extrema dreta va sortir rodona: Bolsonaro va assolir la presidència del Brasil per al període 2019-2022 en la segon torn, vencent Fernando Haddad, i el partit va ser el segon més votat, per darrere del PT, amb 56 membres al Congrés Nacional.
El novembre de 2019, Bolsonaro, enemistat amb el president del partit, Luciano Bivar, va oficialitzar la ruptura amb el PSL i la intenció de crear una nova marca, Aliança. Aquest fet, sumat a les restriccions financeres imposades per la nova llei electoral, que penalitza els partits minoritaris, va fer que el tanqués un acord per la fusió amb el partit Demócratas, assumint un nou nom: União Brasil. União va presentar-se a les presidencials de 2022 amb Soraya Thronicke com a cap de files, assolint la 5a posició (600.953 vots, el 0,51%).